# Chimonobambusa microfloscula
Chimonobambusa microfloscula är en gräsart som beskrevs av Mcclure. Chimonobambusa microfloscula ingår i släktet Chimonobambusa och familjen gräs. Inga underarter finns listade i Catalogue of Life.